# Tichon Žiznevskij
Tichon Igorevič Žiznevskij (in russo Ти́хон И́горевич Жизне́вский?; Zelenogradsk, 30 agosto 1988) è un attore russo, noto per il ruolo di Igor' Grom in Major Grom - Il medico della peste, Dlinnyy in Na igre e Il'ja in Libereja: Ochotniki za sokroviščami.

## Biografia
Tichon Žiznevskij è nato a Zelenogradsk, nell'oblast' di Kaliningrad. Ha studiato recitazione al liceo di Kaliningrad e, dal 2005 al 2009, all'Istituto teatrale Boris Ščukin di Mosca. Dal 2009, recita nel Teatro Aleksandrinskij di San Pietroburgo. Ha debuttato al cinema nel 2006, interpretando il ruolo di Vanja nel film Dikari di Viktor Šamirov. Successivamente, ha recitato in Na igre e Na Igre 2. Novyy uroven di Pavel Sanaev. Nel 2021, ha interpretato il protagonista nel film Major Grom - Il medico della peste. L'anno seguente, ha ottenuto il ruolo di Ivan Majskij in Pervyj Oskar. Nel 2022, ha interpretato il protagonista, Ilya, nel film Libereja: Ochotniki za sokroviščami.

## Filmografia

### Cinema
- Dikari (Дикари), regia di Viktor Šamirov (2006)
- Na igre (На игре), regia di Pavel Sanaev (2009)
- Na igre 2. Novyj uroven' (На игре 2. Новый уровень), regia di Pavel Sanaev (2010)
- Fire - Nessuna via d'uscita (in russo Огонь?, Ogon', "Fuoco"), regia di Aleksej Nužnyj (2020)
- Major Grom - Il Medico della peste (Майор Гром: Чумной Доктор) regia di Oleg Trofim (2021)
- Pervyj Oskar (Первый Оскар), regia di Sergej Mokrickij (2022)
- Kto tam? (Кто там?), regia di Vladimir Maslov (2022)
- Libereja: Ochotniki za sokroviščami (Либерея: Охотники за сокровищами), regia di Gleb Orlov (2022)
- Grom: Trudnoe detstvo (Гром: Трудное детство), regia di Oleg Trofim (2023)

### Televisione
- Agent osobogo naznačenija (Агент особого назначения 4) - serie TV, episodio 4x04 (2010)
- Topi (Топи)- serie TV, 7 episodi (2021)
- Sojuz spasenija: Vremja gneva (Союз Спасения. Время гнева) - serie TV, 8 episodi (2022)

## Doppiatori italiani
Nelle versioni in italiano dei suoi film, Tichon Žiznevskij è stata doppiato da:
- Fabrizio De Flaviis in Major Grom - Il medico della peste